# 觉罗吉泰
觉罗吉泰（？—？），正藍旗人，清朝地方官员。
觉罗吉泰曾于1796年接替郎锦骐任福建永安县知县一职，1798年，由杨发和接任。